# Podbílek
Podbílek (Lathraea ) je rod nezelených, bledých až narůžovělých vytrvalých bylin z čeledi zárazovité, které parazitují na kořenech dřevin. Pod zemí se rozrůstají dužnatým bohatě větveným oddenkem pokrytým zdužnatělými šupinovitými listy. V listech se nacházejí jemné větvené dutinky („chodbičky“) ústící na spodní straně na povrch. Jsou vystlány žlázkami, které vylučují přebytečnou tekutinu (de facto jde o gutaci) a tak zvyšují efektivitu sání živin z hostitelských pletiv. Z oddenků vyrůstají kořeny přeměněné na haustoria, kterými podbílky pronikají do pletiv kořenů hostitelů a získávají z nich roztoky s živinami. Nad zemí se podbílky objevují během kvetení. Jejich květenství jsou hroznovitá, buď celá nadzemní s krátce stopkatými květy nebo nad zem dosahují samy dlouze stopkaté květy. Kalich je zvonkovitý, čtyřcípý, koruna zřetelně dvoupyská, tyčinky 4. Semeník podbílků je pouze jednopouzdrý a vyzrává v tobolku, která u některých druhů puká explozivně a „vystřeluje“ četná drobná semena do okolí. Rod zahrnuje asi 5 druhů rozšířených v mírném pásu Eurasie.
  

Podbílky nejsou v rámci čeledi zárazovitých blízce příbuzné dalším nezeleným parazitickým zástupcům (např. zárazám a jejich příbuzenstvu), k přechodu k holoparazitizmu a ke ztrátě fotosyntézy u nich došlo nezávisle a konvergentně. Podbílky patří do podčeledi kokrhelové (Rhinanthoideae) a evolučně blízké jsou jim právě kokrhele. 

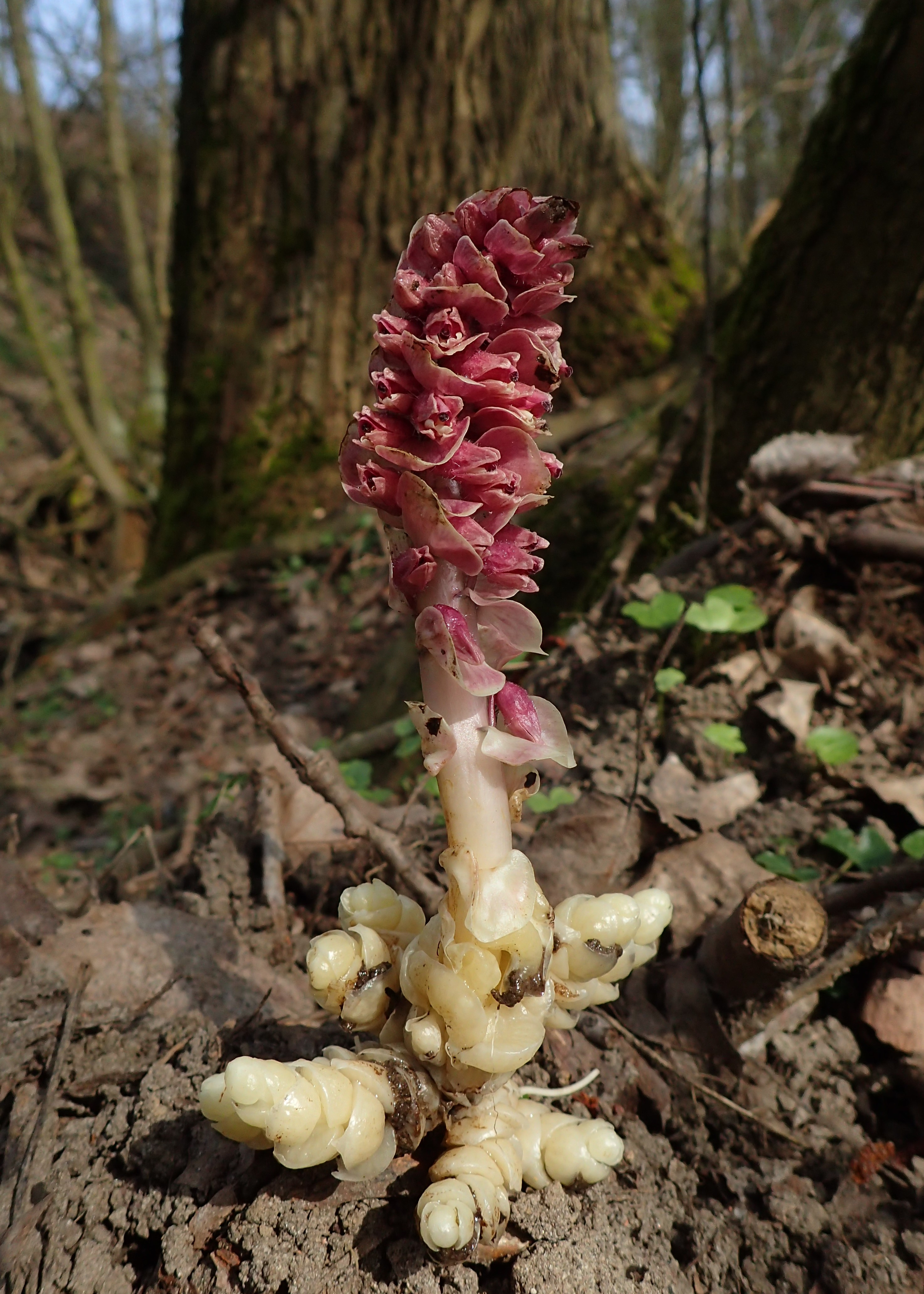
Podbílek šupinatý s odhalenými podzemními orgány
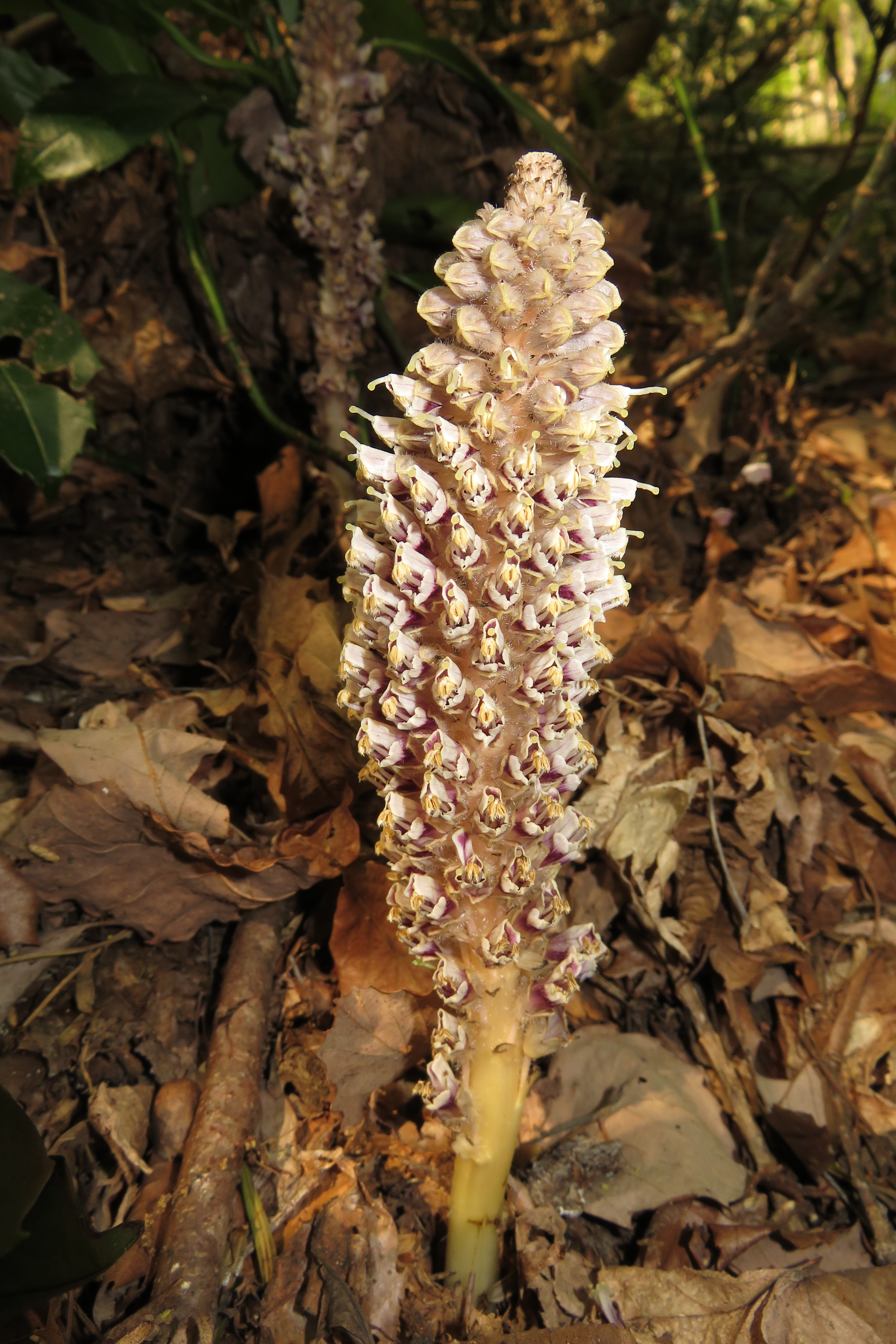
Lathrea japonica
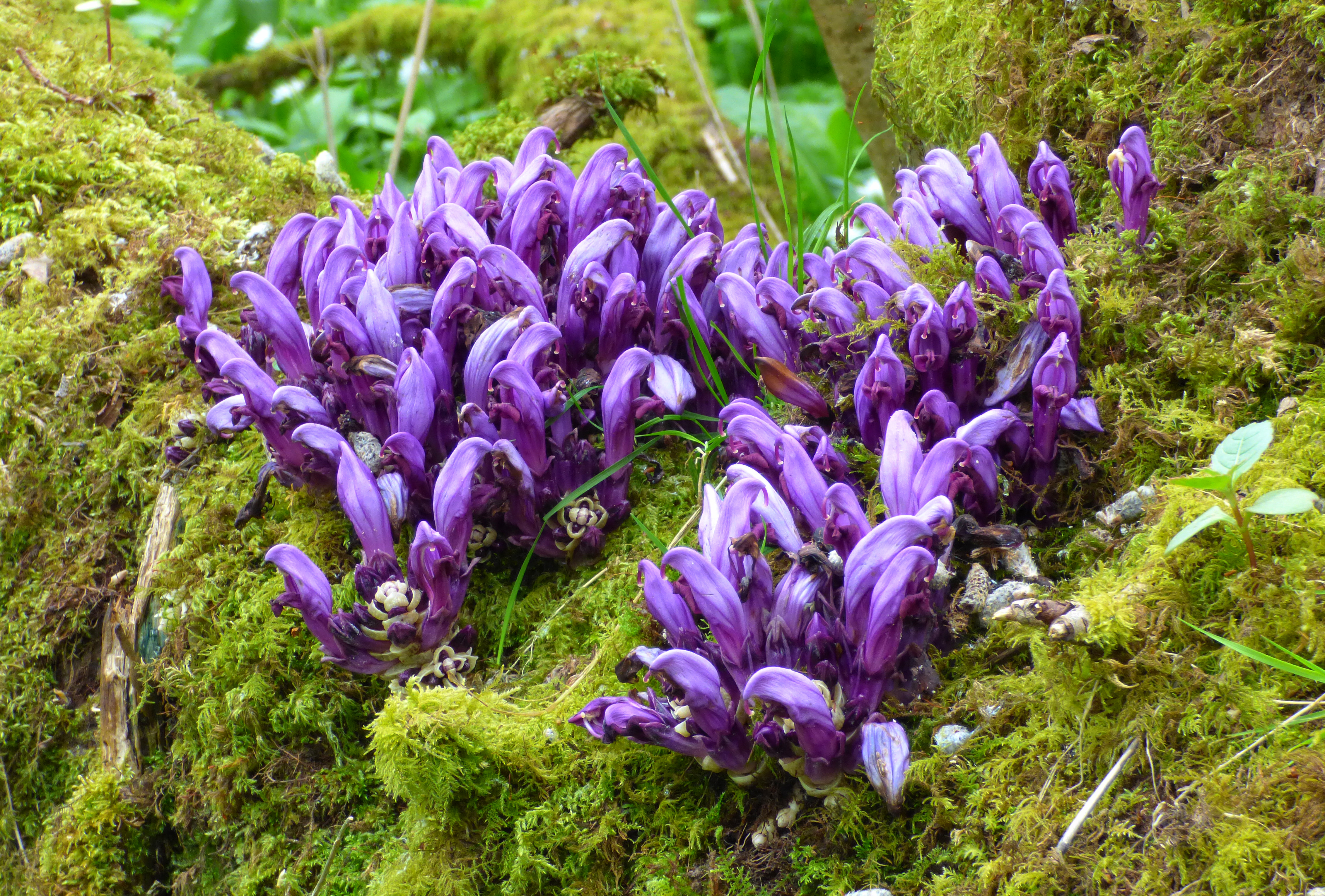
Západoevropský druh Lathrea clandestina
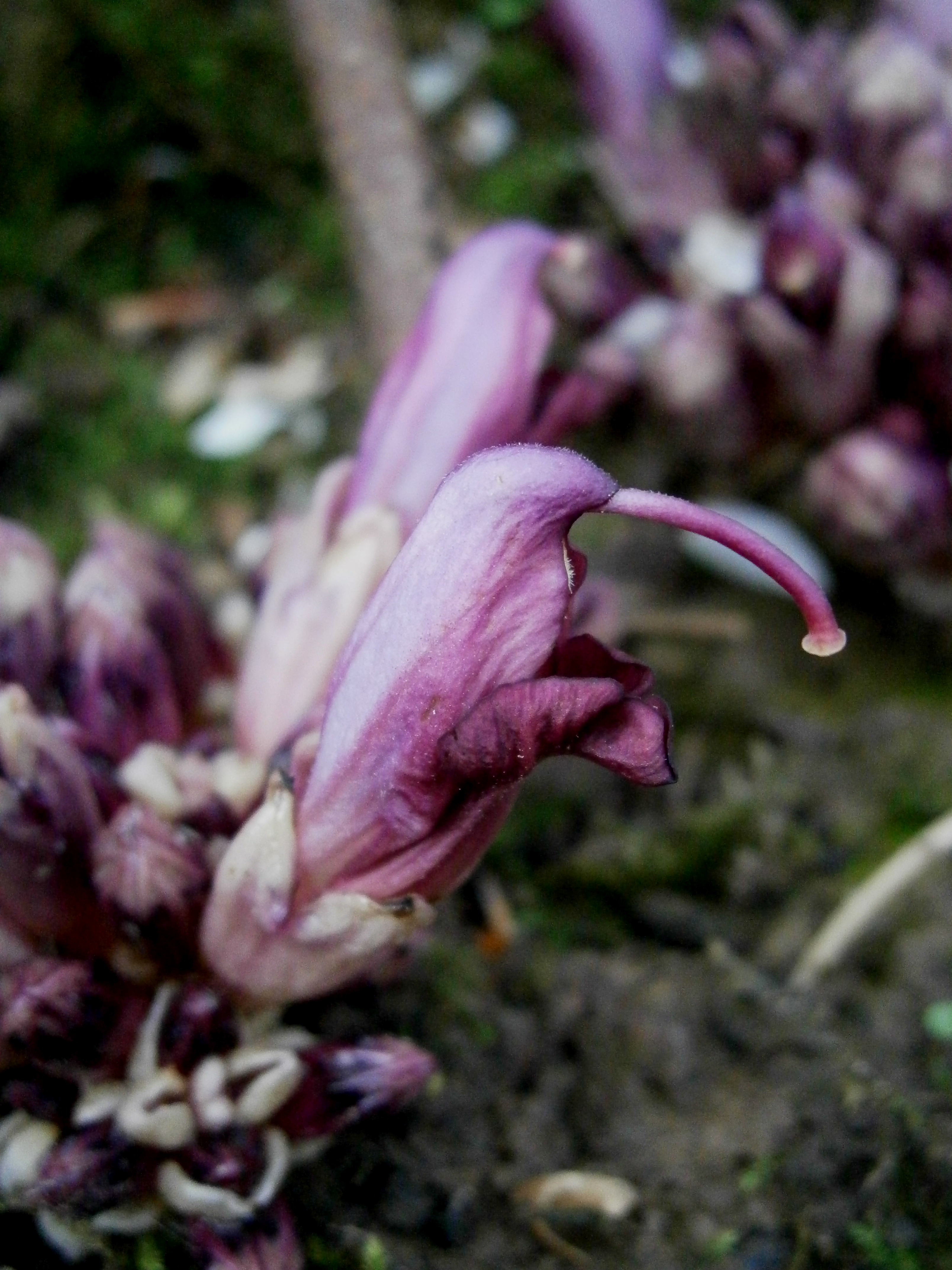
Detail květu L. clandestina